# 求江蔷薇
求江蔷薇（学名：Rosa taronensis）为蔷薇科蔷薇属下的一个种。

## 扩展阅读
- 維基物種上的相關：求江蔷薇